# Shallow Bay
Die Shallow Bay (englisch für Seichte Bucht) ist eine 8 km breite Bucht an der Lars-Christensen-Küste des ostantarktischen Mac-Robertson-Lands. Gebildet durch das begrenzte Zurückweichen von Eiskliffs liegt sie unmittelbar westlich des Point Williams.
Teilnehmer der British Australian and New Zealand Antarctic Research Expedition (1929–1931) unter der Leitung des australischen Polarforschers Douglas Mawson entdeckten sie am 12. Februar 1931. Mawson gab ihr den deskriptiven Namen, da sie nur mit Mühe im Küstenverlauf auszumachen ist.